# خالد الحوطي
خالد الحوطي لاعب كرة قدم سعودي ، في مركز مدافع.

## مسيرة اللاعب
مثل نادي النصر في الفئات السنية و لعب بعدها مع نادي سدوس ونادي المزاحمية ونادي المجزل والنادي العربي ونادي الدرعية.